# Medscape France
 (septembre 2018).
Si vous disposez d'ouvrages ou d'articles de référence ou si vous connaissez des sites web de qualité traitant du thème abordé ici, merci de compléter l'article en donnant les références utiles à sa vérifiabilité et en les liant à la section « Notes et références ».
Medscape France est l’édition française du site internet d’information médicale en langue anglaise Medscape.com. Ce site professionnel a pour objectif de fournir aux médecins de toutes spécialités, et autres professionnels de santé exerçant en France, une information quotidienne sur les nouveautés scientifiques et réglementaires intéressant leur pratique, ainsi que sur la vie de leur profession. À cette actualité s’ajoutent des cas cliniques, des débats d’experts et des quiz, proposés sur le site sous forme de vidéos ou de diaporamas, et qui permettent à chacun d’optimiser sa pratique.

## Description
Le contenu éditorial de Medscape France est indépendant de toutes formes de liens d'intérêts, et les journalistes de la rédaction ne participent pas à l’élaboration des contenus sponsorisés du site, dûment balisés. Le site a un statut de société de presse en ligne. Il dispose du certificat de conformité au code de bonne conduite des sites internet de santé HONcode.
L’inscription au site est gratuite. L’accès à certains programmes de formation/éducation est réservé aux médecins français disposant d’un numéro d’inscription au Répertoire partagé des professionnels de santé (RPPS).

## Historique
Lancé en 2011 par Eric Beaudoin, l’un des fondateurs du site d’information cardiologique theheart.org (devenu en octobre 2013, theheart.org/Medscape Cardiologie), Medscape France a fait participer la rédaction de l’édition française de theheart.org à son développement. En 2013, Eric Beaudoin a cédé son poste de directeur de la publication de Medscape France, et de gérant de la société WebMD France.
Aux États-Unis, le site Medscape.com, lancé en 1995 à New York, en plein cœur de la Silicon Alley, a profité de l’essor d’internet dans la seconde moitié des années 90. Il est devenu l’un des premiers sites d’information pour les médecins dans le monde. Outre les actualités médicales, le site donne accès à une volumineuse base de données sur les pathologies et les médicaments, ainsi qu’à de nombreux programmes de formation continue en ligne. L’application mobile de Medscape.com comporte notamment des outils d’aide à la consultation et une base de données sur les médicaments, très populaires aux États-Unis. Medscape appartient à la société WebMD dont le siège social est à New-York (États-Unis).